# Ali Mabrouk El Zaidi
Ali Mabrouk El Zaidi (13 januari 1978) is een Libische middellange- en langeafstandsloper. Hij heeft het Libische record in handen op de 1500 m, 3000 m, 10.000 m, halve marathon en de marathon. Hij nam viermaal deel aan de Olympische Spelen, maar won hierbij geen medailles.
Zijn olympisch debuut maakte hij op de 15000 m bij de Olympische Spelen van 1996 in Atlanta. Hij sneuvelde hierbij echter al in de series met een tijd van 3:51.49. In 2004 nam hij deel aan de marathon op de Olympische Spelen van Athene. Hier behaalde hij een 39e plaats in 2:20.31.
Op de wereldkampioenschappen atletiek 2007 in Osaka finishte hij als 20e op de marathon. Een jaar later nam hij op de Olympische Spelen van 2008 in Peking eveneens deel aan de marathon. Hierbij moest hij echter nog voor de finish uitstappen. Ditzelfde overkwam hem bij de Olympische Zomerspelen 2012 in Londen.
In Nederland is hij geen onbekende. Zo werd hij in 2007 tweede op de Montferland Run (15 km) op zes seconden achterstand op de Ethiopiër en wereldrecordhouder op de marathon Haile Gebrselassie.

## Persoonlijke records
| Onderdeel      | Prestatie            | Datum            | Plaats          |
| -------------- | -------------------- | ---------------- | --------------- |
| 1.500 m        | 3.47,18 (nat. rec.)  | 14 juli 2000     | Algiers         |
| 3.000 m        | 8.07,16 (nat. rec.)  | 30 mei 1999      | Banská Bystrica |
| 5.000 m        | 13.34,99 (nat. rec.) | 5 augustus 2000  | Heusden         |
| 10.000 m       | 28.48,53 (nat. rec.) | 14 juni 1999     | Praag           |
| 10 km          | 27.59                | 2 juni 2007      | Groesbeek       |
| 15 km          | 42.42                | 2 december 2007  | 's-Heerenberg   |
| halve marathon | 1:02.32 (nat. rec.)  | 23 november 2007 | Al-Qâhirah      |
| marathon       | 2:13.33 (nat. rec.)  | 23 november 2008 | Milaan          |

## Palmares

### halve marathon
- 1998: 28e WK - 1:02.39
- 1999:  halve marathon van Praag - 1:04.48
- 2002: 63e WK - 1:05.32
- 2006:  Drechtstedenloop Dordrecht - 1:04.44

### marathon
- 2004: 39e OS - 2:20.31
- 2007: 20e WK - 2:22.50
- 2008: 7e Marathon van Milaan - 2:07.53
- 2008: DNF OS
- 2012: DNF OS

### veldlopen
- 1998: 97e WK (lange afstand) - 37.48
- 2003: 93e WK (lange afstand) - 41.57
- 2008: 93e WK - 38.13